# Венециано, Доменико
Доменико Венециано, или Доменико ди Бартоломео да Венеция (итал. Domenico Veneziano, Domenico di Bartolomeo dа Venezia; 1410, Венеция — 15 мая 1461, Флоренция) — итальянский живописец периода кватроченто (раннего итальянского Возрождения), один из основателей флорентийской школы живописи.

## Биография
Доменико родился около 1410 года предположительно в Венеции, если считать указанием на его рождение прозвание «Венецианец» (Veneziano), которое появляется в его подписи на ранних произведениях. О его жизни известно очень немногое. Даже Джорджо Вазари было известно мало. Мы не знаем о его образовании, которое предположительно считают исключительно тосканским. Если допустить, что художник начинал работать в Венеции, соприкоснувшись с новшествами фламандской живописи, то следует учесть, что между 1422 и 1423 годами он был учеником Джентиле да Фабриано, от которого он перенял вкус к натуралистичным деталям и показной роскоши, а затем, между 1423 и 1430 годами, был в Римe, где работал вместе с Пизанелло. В его живописи того времени наблюдается возврат к стилю поздней готики, если его объяснять влиянием вышеупомянутых художников, то можно также увидеть воздействие современного ему творчества Беноццо Гоццоли и продукции мастерских, занимающихся декорированием ларцов и сундуков кассоне.
В Риме Доменико перенял у Пизанелло вкус к тонкостям изображения мелких повествовательных деталей и особое внимание к светотени в живописи. В те же годы в Риме работали Мазолино и Мазаччо (фрески церкви Сан-Клементе) и, возможно, Паоло Уччелло, который сотрудничал с Мазолино над утраченным циклом «Знаменитые мужи дворца Орсини».
Самостоятельно Доменико начал работать в 1432 году. В 1439 году переехал во Флоренцию, где и продолжал трудиться до самой смерти, кроме небольшого перерыва. Его первыми произведениями во Флоренции были «Мадонна с Младенцем», известная как «Мадонна Беренсона» (Вилла Татти в Сеттиньяно), «Мадонна дель Розето» (Бухарест) и «Табернакль Карнесекки», фрагменты которого хранятся в Национальной галерее в Лондоне. Это произведения, в которых заметны различные влияния: от поздней готики до произведений первых мастеров флорентийского Возрождения.
Первый документ, относящийся к жизни Доменико Венециано, — его письмо из Перуджи, адресованное Пьеро ди Козимо де Медичи, написанное в апреле 1438 года с просьбой разрешить ему работать во Флоренции, что свидетельствует о его осведомленности о художественных событиях в Тоскане, в частности о делах, которыми были заняты его современники фра Филиппо Липпи и фра Беато Анджелико: эти знания свидетельствуют о том, что он уже был знаком с флорентийским искусством. Он работал над фресками в одной из комнат дворца Бальони, которые уже Вазари считал находящимися в плохом состоянии и которые позднее были полностью утрачены.
В 1439 году Доменико Венециано было поручено украсить церковь Сант-Эджидио циклом фресок на темы историй Девы Марии — крупной работой второго поколения флорентийских художников эпохи Возрождения, в которой также принимали участие Пьеро делла Франческа, Андреа дель Кастаньо и Алессо Бальдовинетти. К сожалению, фрески были уничтожены и теперь известны только по описаниям и нескольким фрагментам, не имеющим большого значения, найденным под стенами и экспонирующимся в отдельной комнате церкви Сант-Аполлониа во Флоренции.
Между 1445 и 1447 годами Доменико Венециано создал свой шедевр — Алтарь церкви Санта-Лючия-деи-Маньоли во Флоренции, на котором изобразил «Святое собеседование» с Мадонной и Младенцем на троне в окружении святых Франциска, Иоанна Крестителя, Зенона Веронского, протоепископа Флоренции, и Лусии. Фигуры помещены в открытую лоджию, построенную по принципу трёхточечной перспективы и имитирующую форму триптиха. На дальнем плане, сквозь аркаду, можно увидеть верхушки трёх апельсиновых деревьев на фоне голубого неба.
Вазари сообщает, что как только алтарь был закончен, Доменико отправился в Марке (1447), чтобы вместе с Пьеро делла Франческа украсить свод святилища в Лорето. Эпидемия чумы вынудила обоих быстро покинуть Марке, оставив работу незавершённой и впоследствии уничтоженной.
Одной из последних работ художника стали фрески капеллы Кавальканти в церкви Санта-Кроче во Флоренции (1454); снятые со стен в процессе перестройки церкви в 1566 году, в музее базилики сохранились изображения святых Иоанна Крестителя и Франциска. Документ подтверждает оплату фресок в 1454 году ref> Paolieri А. — Р. 54</ref>.
Известно также, что Доменико Венециано писал фрески в Оспедале Санта-Мария-Нуова. В 1445 году художник по неизвестной причине перестал работать. Позднее его произведения в 1451—1453 годах завершали Алессо Бальдовинетти и Андреа дель Кастаньо. Весь цикл был уничтожен в XVIII веке.
После работы в церкви Санта-Кроче Доменико вместе с фра Беато Анджелико и фра Филиппо Липпи в 1454 году вызвали в Перуджу, чтобы консультировать Бенедетто Бонфильи, который расписывал капеллу Палаццо-дей-Приори в Перудже.
Вазари утверждал, что Доменико первым во Флоренции ввёл технику масляной живописи, заимствовав её у нидерландцев. Ныне это утверждение считается сомнительным: подавляющая часть произведений художника написаны темперой.
Его работ, датированных поздним периодом, не сохранилось. «Индивидуальный стиль живописи Доменико Венециано — это соединение готических традиций с поэзией раннего итальянского Возрождения. Яркость красок, нарядность типичной для средневековой Венеции орнаментации и выразительность контурных линий соединились в счастливо найденной Венециано композиционной форме профильного поясного портрета, навеянной античными монетами и медалями. Эта форма была разработана в медалях Пизанелло, развита учеником Венециано, живописцем Пьеро делла Франческа и другим выдающимся флорентийцем — Сандро Боттичелли».

## Галерея

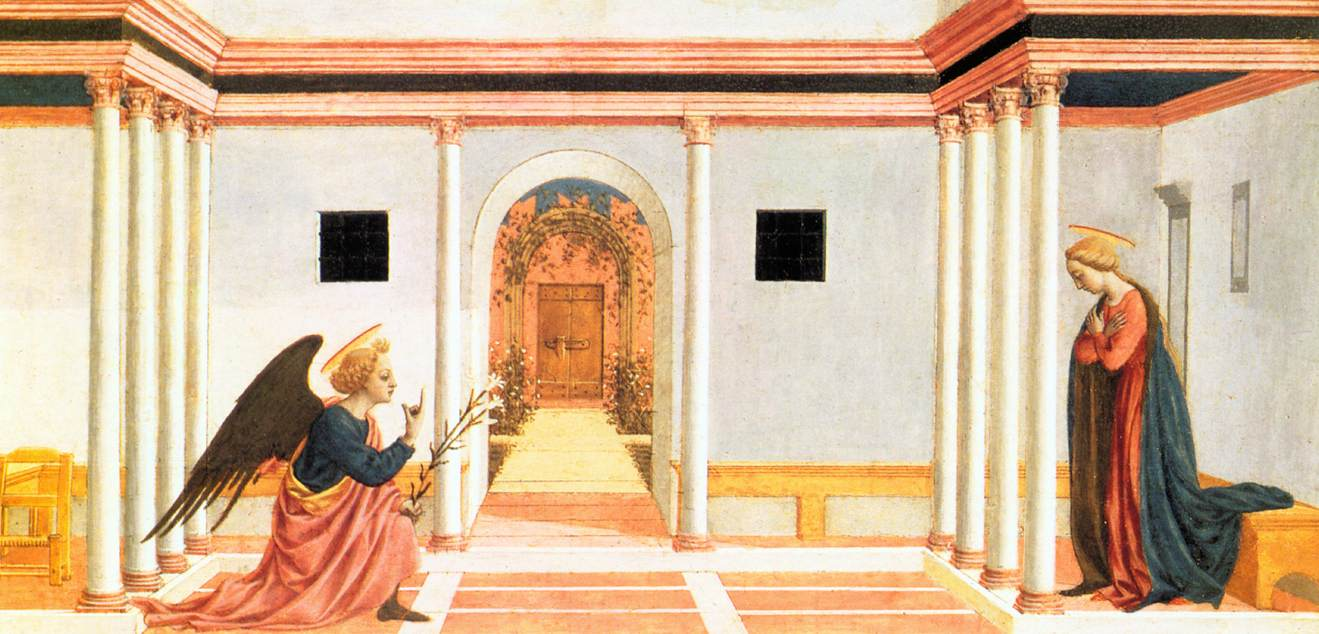
Благовещение (пределла алтаря). Ок. 1445. Дерево, темпера. Музей Фицуильяма, Кембридж, Великобритания
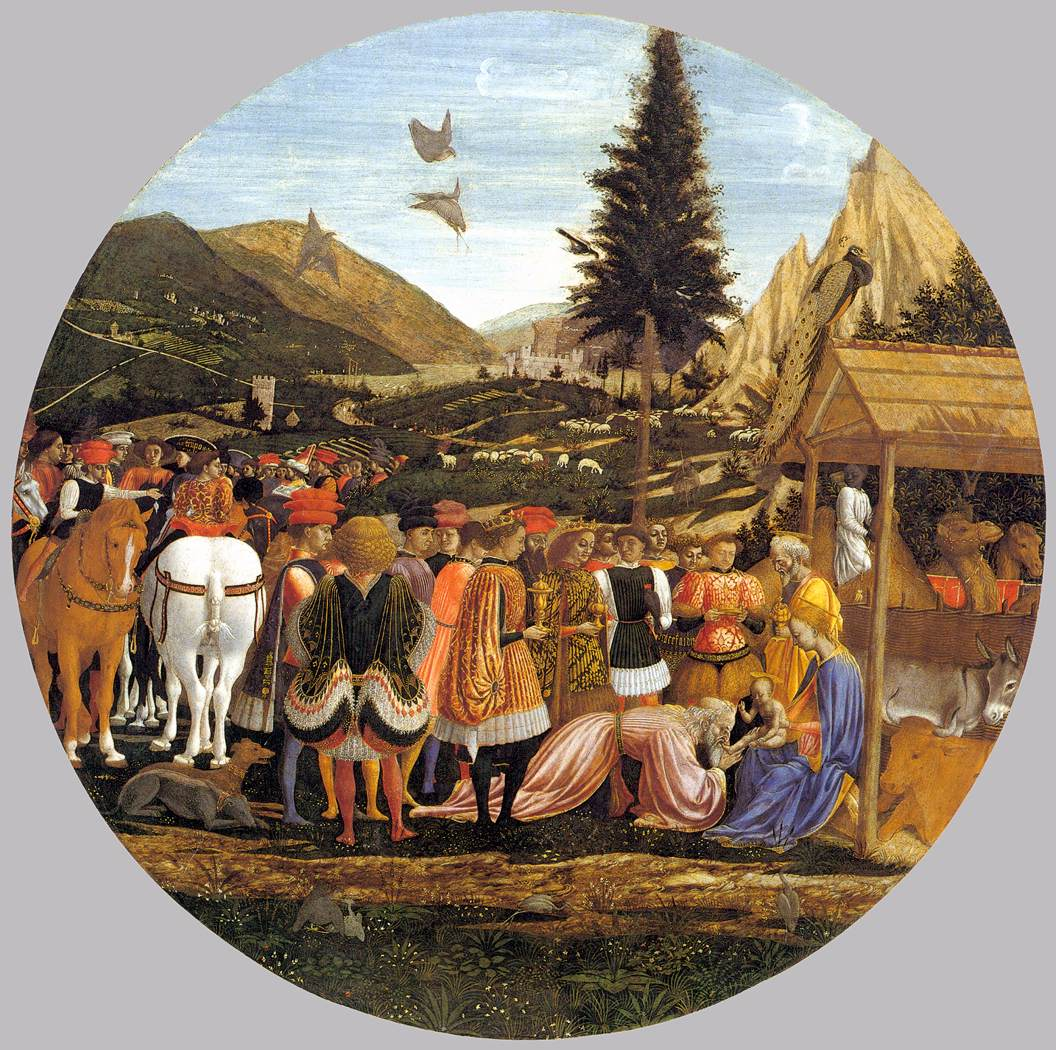
Поклонение волхвов. Ок. 1435. Дерево, масло. Берлинская картинная галерея
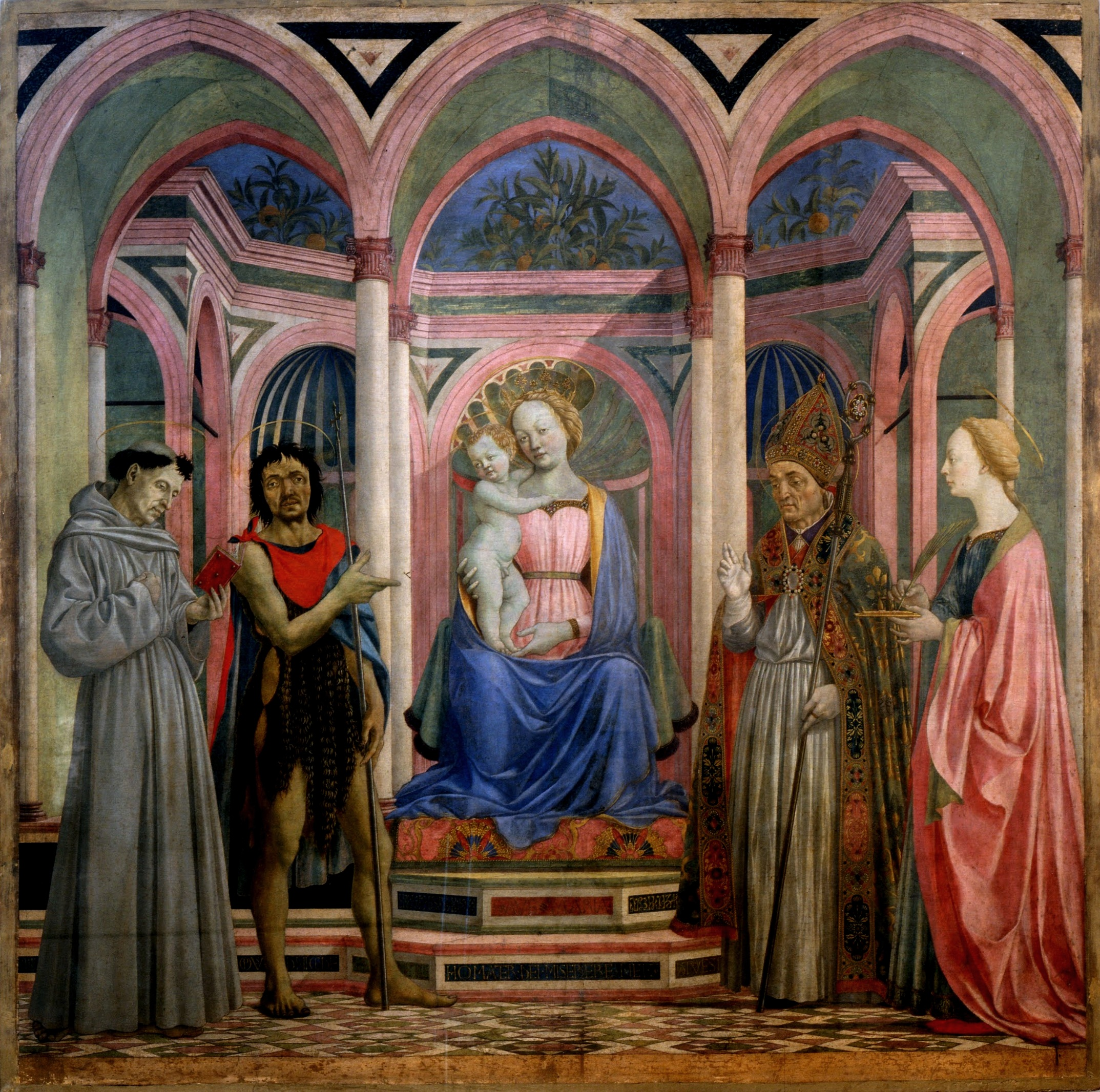
Святое собеседование с Мадонной и Младенцем на троне в окружении святых Франциска, Иоанна Крестителя, Зиновия, протоепископа Флоренции, и Лусии. Алтарь церкви Санта-Лючия-деи-Маньоли во Флоренции. Между 1445 и 1447. Дерево, темпера. Уффици, Флоренция
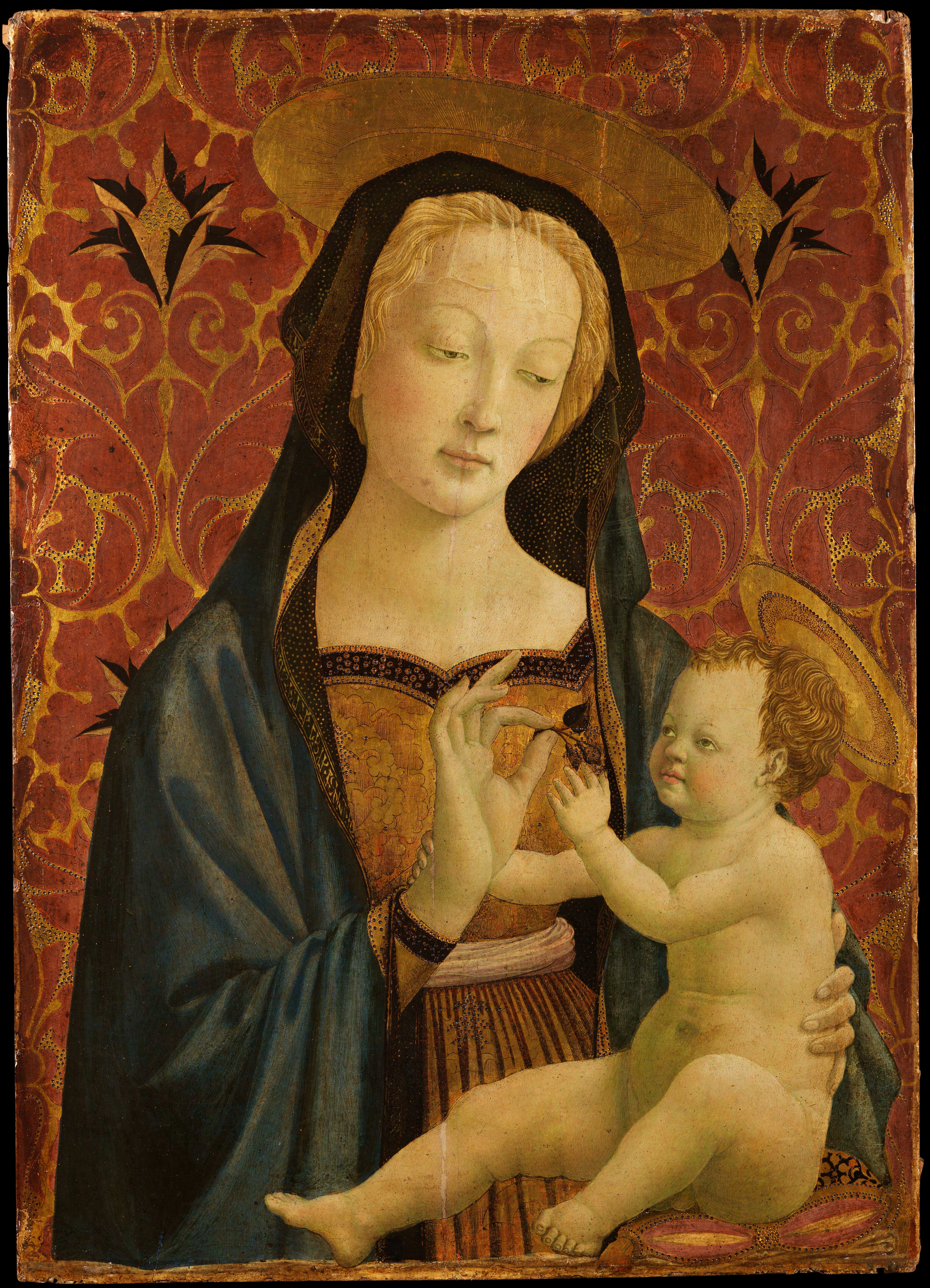
Мадонна Беренсона. Ок. 1450. Дерево, темпера. Вилла Татти. Флоренция
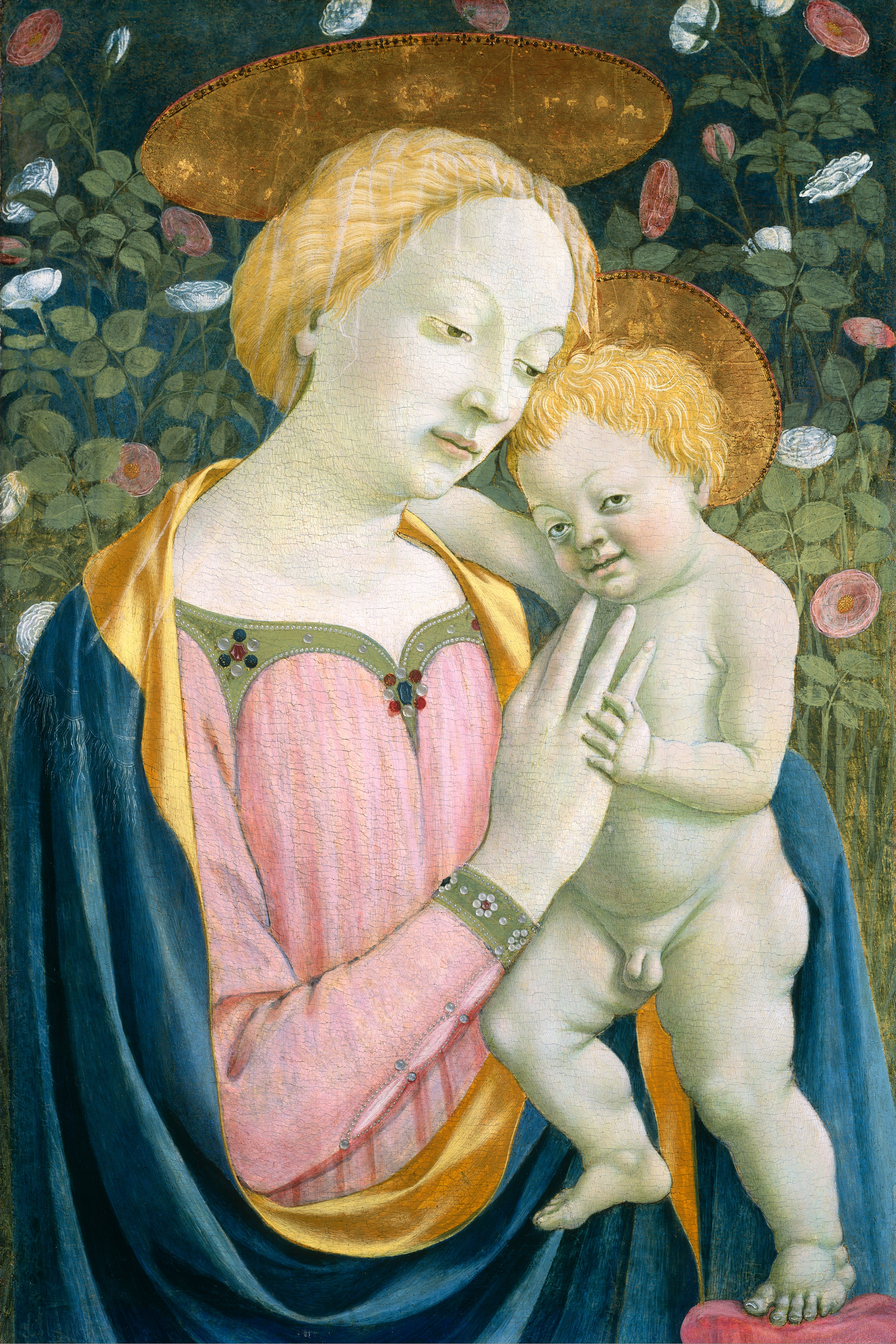
Mадонна с Младенцем. После 1447. Дерево, темпера. Национальная галерея искусства, Вашингтон
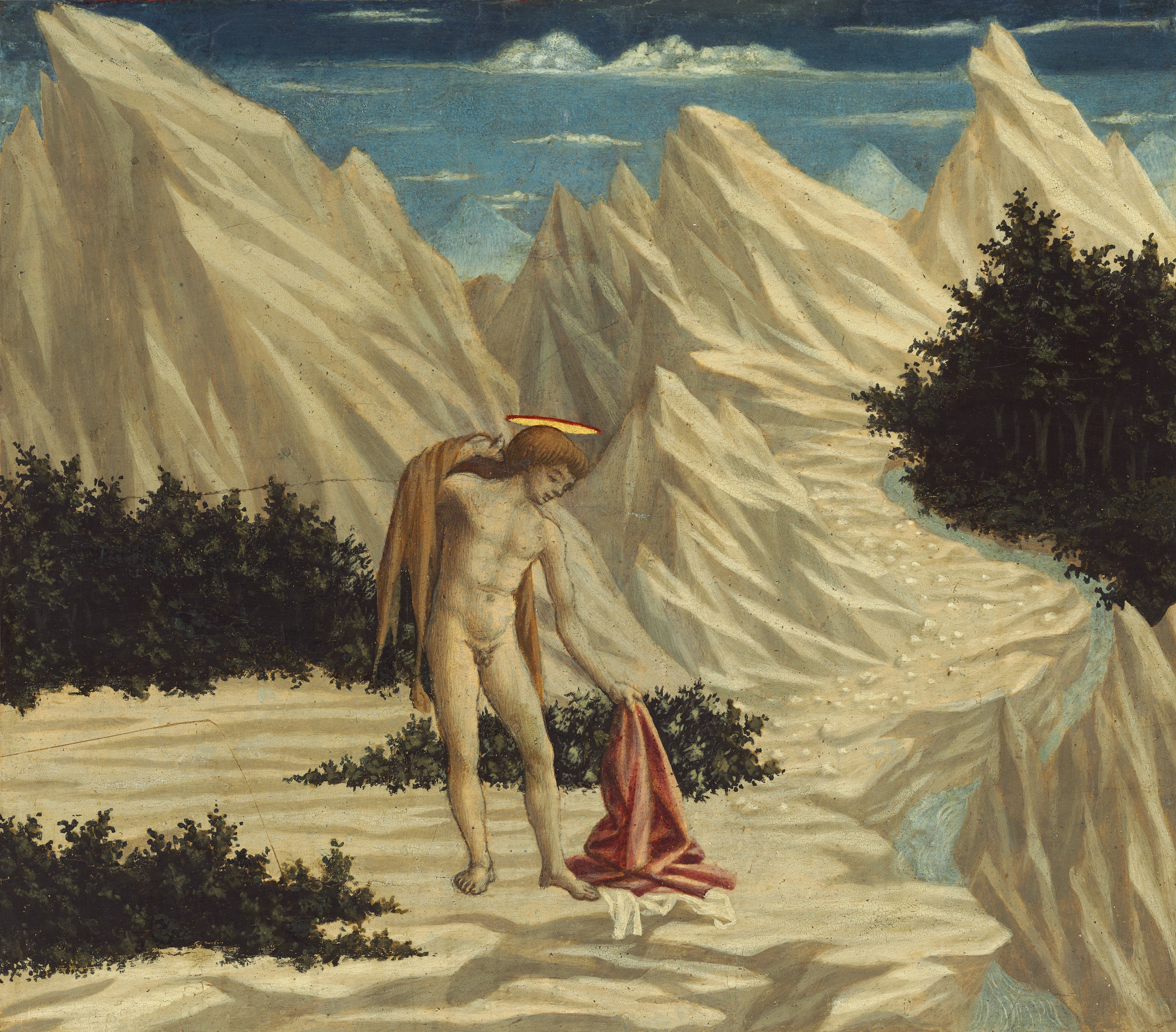
Святой Иоанн Креститель в пустыне. Ок. 1445. Дерево, темпера. Национальная галерея искусства, Вашингтон
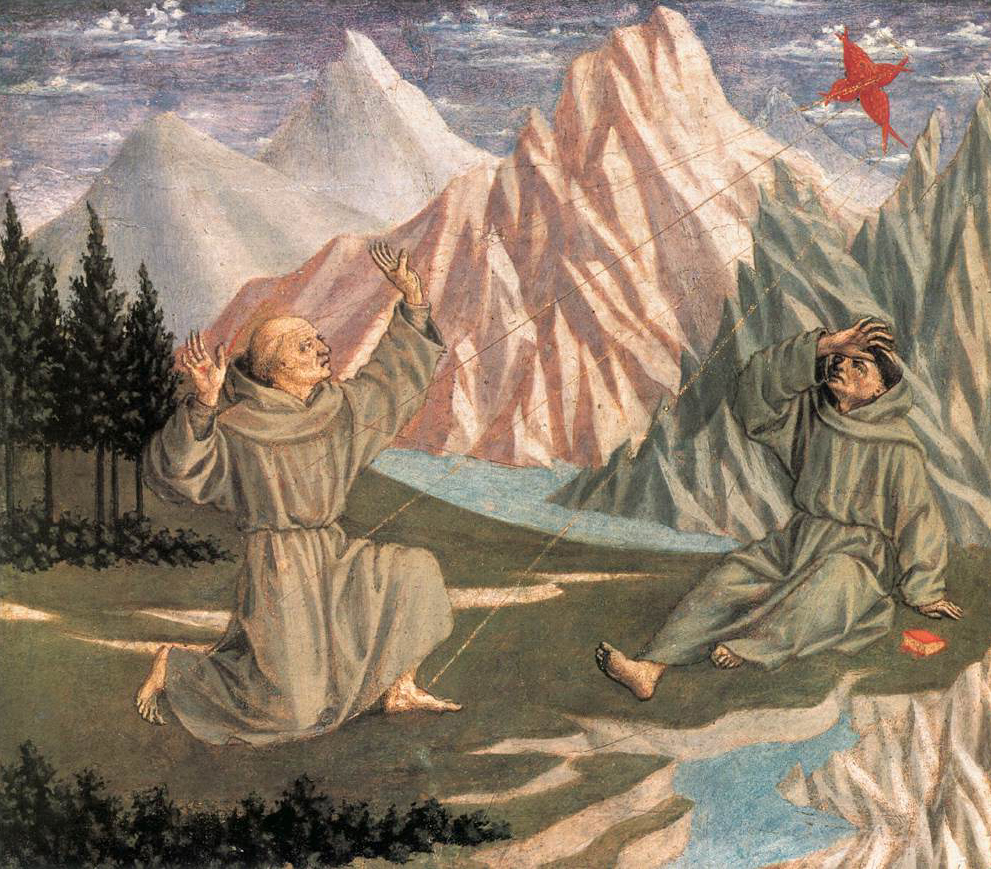
Стигматизация Святого Франциска (пределла алтаря). Ок. 1445. Дерево, темпера. Национальная галерея искусства, Вашингтон
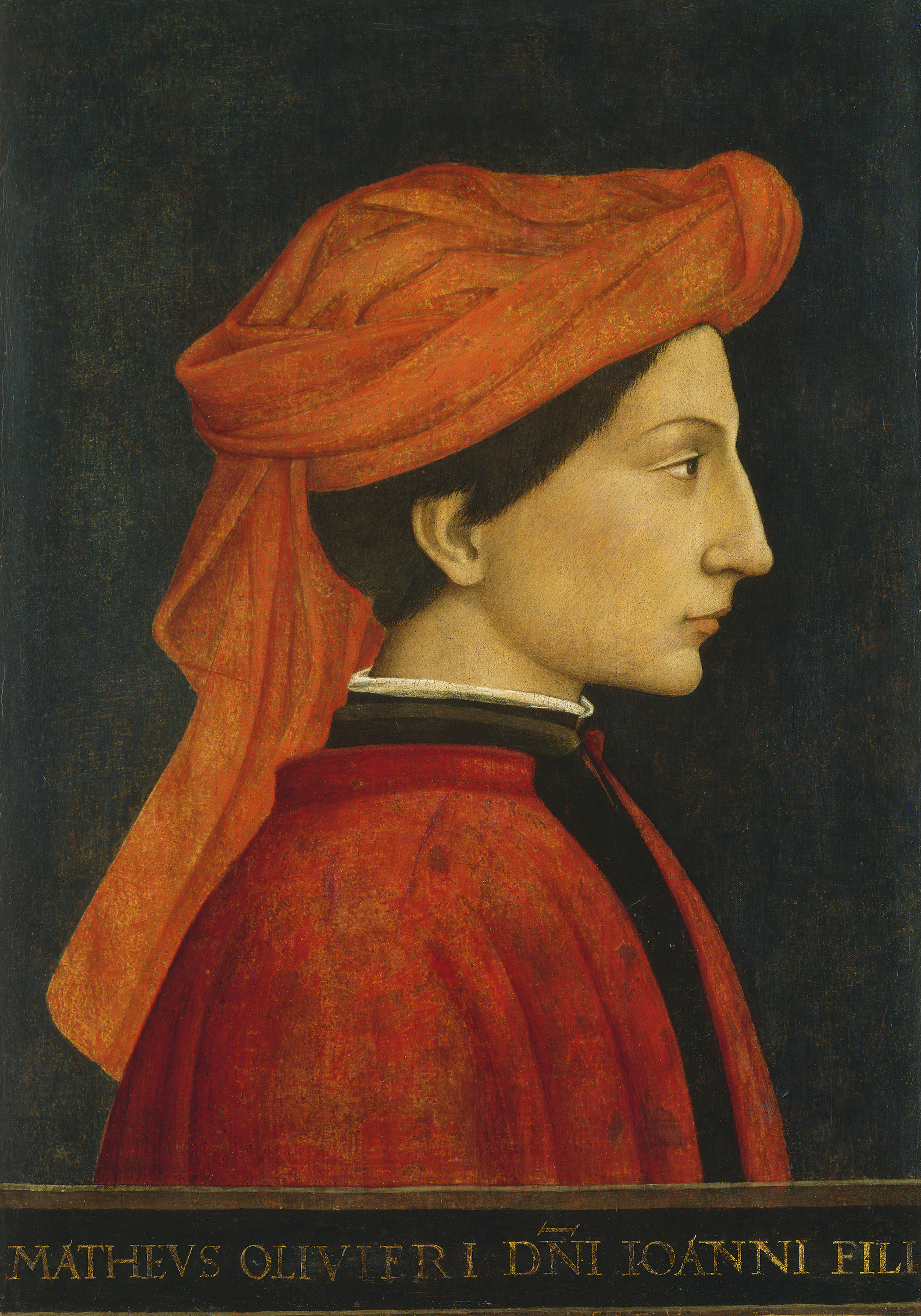
Портрет Маттео Оливьери (предположительно). 1430-е. Дерево (перенесено на холст), масло. Национальная галерея искусства, Вашингтон
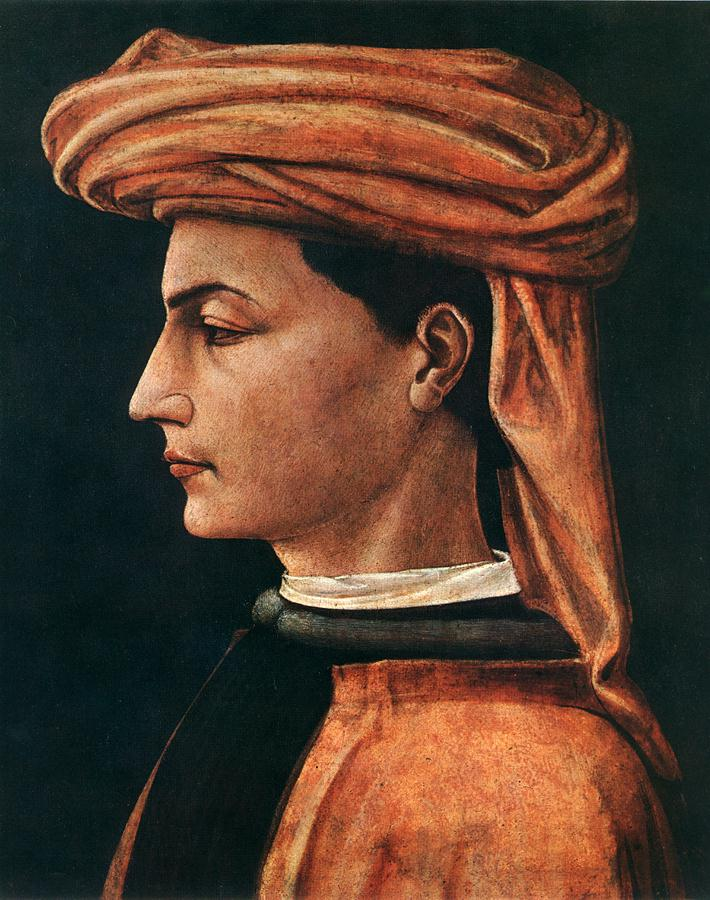
Портрет молодого человека. Между 1440 и 1444. Дерево, темпера. Музей изящных искусств, Шамбери
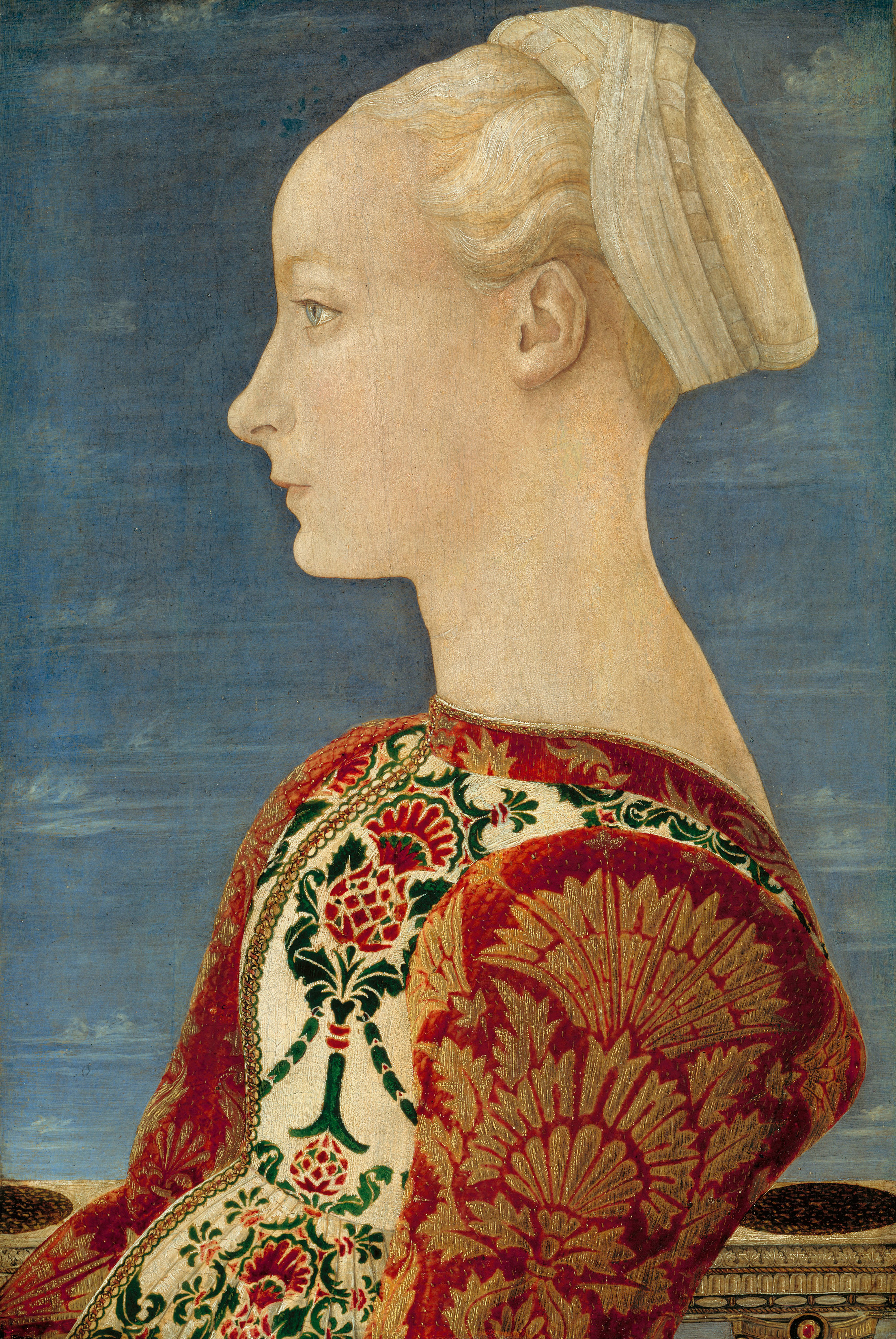
Портрет молодой женщины (атрибутируется Пьеро дель Поллайоло). Ок. 1465. Дерево, масло. Берлинская картинная галерея